# The Fighting Temptations (ścieżka dźwiękowa)
The Fighting Temptations OST – ścieżka dźwiękowa do filmu Wojna pokus (The Fighting Temptations) z 2003 roku.

## Lista utworów
1. „Fighting Temptation” (Beyoncé, Missy Elliott, Free & MC Lyte)
2. „I Know” (Destiny’s Child)
3. „Rain Down” (Angie Stone & Eddie Levert, Sr. von den O´Jays)
4. „To Da River” (T-Bone, Zane & Montell Jordan)
5. „I'm Getting Ready” (Ann Nesby)
6. „The Stone” (Shirley Caesar & Ann Nesby)
7. „Heaven Knows” (Faith Evans)
8. „Fever” (Beyoncé)
9. „Everything I Do” (Beyoncé & Bilal)
10. „Loves Me Like A Rock” (The O’Jays)
11. „Swing Low Sweet Chariot” (Beyoncé)
12. „He Still Loves Me” (Beyoncé & Walter Williams, Sr. von den O’Jays)
13. „Time To Come Home” (Beyoncé, Angie Stone & Melba Moore)
14. „Don't Fight The Feeling” (Solange Knowles feat. Para Peu)
15. „Summertime” (Beyoncé feat. P. Diddy)